# Petrus Johannes Blok

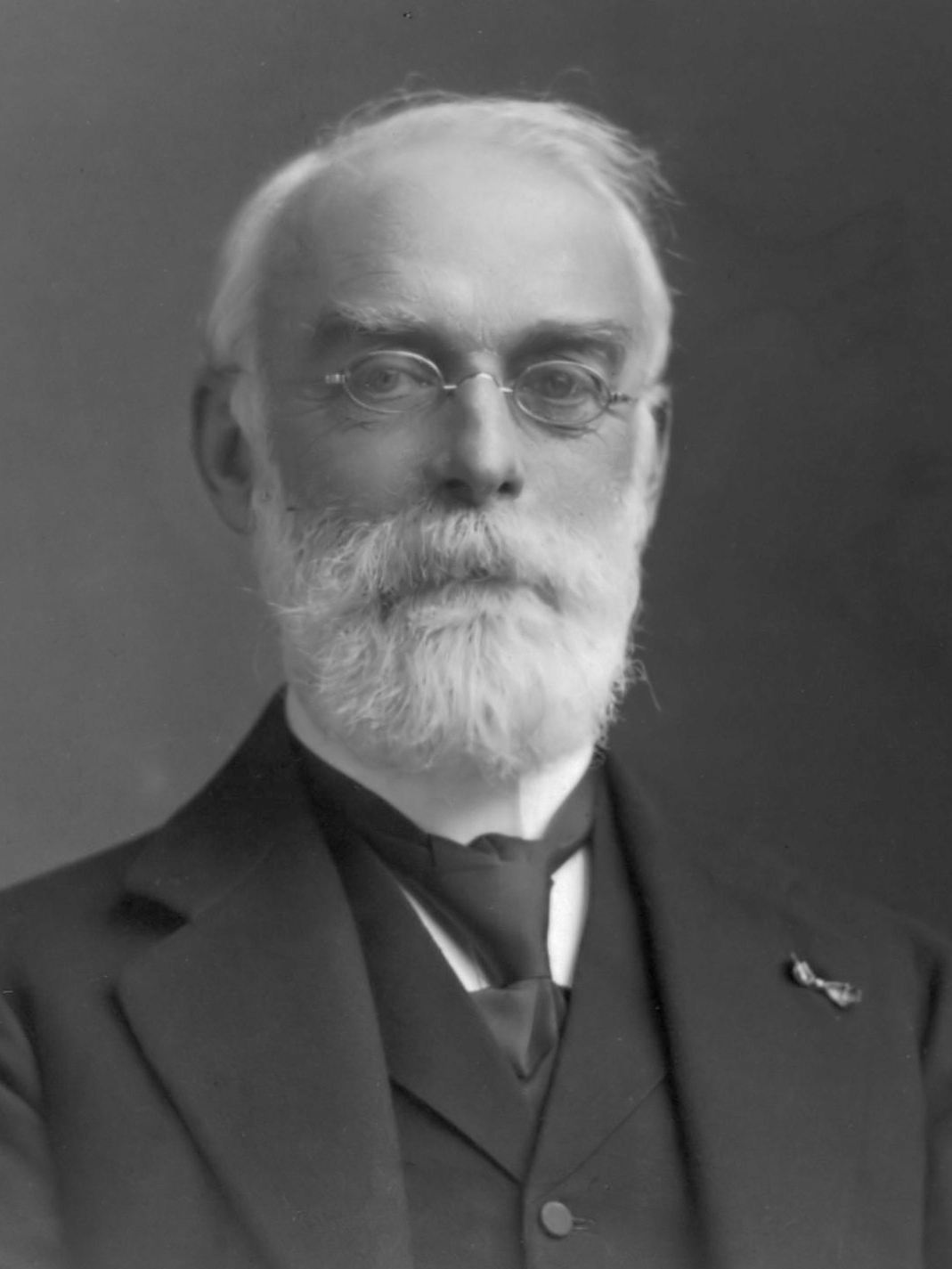
Petrus Johannes Blok.

Petrus Johannes Blok, född 10 januari 1855 i Den Helder, död 24 oktober 1929 i Leiden, var en nederländsk historiker. 
Blok studerade vid universitetet i Leiden samt blev 1884 professor i Groningen och 1894 professor i Leiden. Bland hans företrädesvis socialpolitiska arbeten över Nederländernas historia kan framhållas Eene hollandsche stad in de middeleeuwen (1883), Eene hollandsche stad onder de bourgondisch-oostenrijksche heerschappij (1884) och Geschiedenis van het nederlandsche volk (ett stort anlagt arbete, varav fem band utkom 1892–1901; översatt till engelska 1898, till tyska 1901). Han var en av utgivarna av tidskriften "Museum".